# Belle Moskowitz
Pour les articles homonymes, voir Moskowitz.
Belle Moskowitz (5 octobre 1877 - 2 janvier 1933) est une réformatrice sociale américaine. Elle a travaillé comme conseillère politique et publiciste auprès du gouverneur de New York et candidat démocrate aux élections présidentielles de 1928, Al Smith.

## Biographie
Belle Lindner naît en 1877 dans le quartier de Harlem à New York, troisième enfant de l'horloger Isidor Lindner et d'Esther Freyer. Ses parents ont émigré d'Allemagne en 1869 et tiennent un commerce de bijouterie à New York. Elle fait ses études secondaires à la Horace Mann School, une école d'application du Teachers College de l'université Columbia, puis en 1894, elle s'inscrit au Teachers College, auquel elle ne reste qu'une année.
Elle enseigne le théâtre et l'élocution aux enfants et envisage le métier d'actrice.
En 1900, elle fait du travail social à l'Educational Alliance, une organisation dont l'objectif principal est l'assimilation culturelle des immigrants juifs. Elle participe aux activités du Conseil des femmes juives de New York, et soutient notamment les revendications de réglementation sur la sécurité des dancings en 1908. Elle démissionne pour se marier en 1903 avec Charles Israels, artiste et architecte, qu'elle rencontre à l'Educational Alliance où il avait été responsable d'un club bénévole. Le couple a trois enfants. Elle conserve des activités bénévoles.
Elle est l'autrice d'un article intitulé « Social Work Among Young Women », sur l'importance des clubs dans la socialisation des filles ainsi que sur l'importance des femmes dans la formation de communautés. Après la mort de son mari, elle fait évoluer ses activités bénévoles en activités salariales. Elle publie The Child, une brochure destinée aux enfants, pour la Metropolitan Life Insurance. Elle est successivement secrétaire aux loisirs commerciaux pour l'association Playground and Recreation, puis secrétaire des réclamations pour la Dress and Waist Manufacturers Association pendant quatre ans, jusqu'en 1916.
Son premier grand projet concerne The Lakeview Home for Girls, un abri temporaire destiné aux jeunes femmes situé sur Staten Island qui leur procurait également une aide pour trouver un emploi, créé par la section new-yorkaise du National Council of Jewish Women. Moskowitz s'occupe d'un programme de réforme visant à faire des salles de danse un espace plus sûr pour les jeunes femmes, en particulier les jeunes travailleuses, par exemple en contrôlant la distribution d'alcool. 
Elle se remarie en 1914 avec Henry Moskowitz, dont elle fait la connaissance lors du projet de réforme sur les dancings puis plus tard, lors des enquêtes qui ont suivi l'incendie de l'usine Triangle Shirtwaist. En effet, après cet incendie, en 1913, elle a relayé les revendications d'ouvriers et elle arbitre des différends entre les syndicats du Garment District et leurs employeurs. Elle occupe ce poste jusqu'à l'automne 1916.
Elle écrit dans la revue de travail social The Survey et poursuit ses activités bénévoles dans la United Hebrew Charities et le National Council of Jewish Women. 
Elle travaille également comme médiatrice industrielle, écrivaine et conseillère en relations humaines proposant des conseils pour la planification de l'usine et la gestion de l'emploi qui profiteraient à la fois aux employés et aux employeurs

### Travail avec Al Smith
Al Smith s'est liée à Moskowitz grâce à son travail de médiatrice industrielle et d'écrivain. Elle est devenue l'une des conseillères les plus intimes de Smith et travaille à ses côtés comme publiciste, tout au long de ses huit années en tant que gouverneur de l'État de New York. Elle l'a notamment conseillé lors du processus de promulgation de réformes pour l'État de New York qui inspireront et dirigeront plus tard le président Roosevelt dans le développement du New Deal en 1932.
Lorsque al Smith est candidat du démocrate à la présidence en 1928, Moskowitz est sa directrice de campagne. Elle travaille comme attachée de presse lors de sa deuxième tentative de nomination en 1932.
Le 8 décembre 1932, elle fait une chute à son domicile, puis elle meurt d'une embolie, le 2 janvier 1933, à 55 ans,. Le New York Times écrit après sa mort qu'elle « avait été la femme la plus puissante de la politique américaine ».

## Postérité
En 2009, le National Jewish Democratic Council décerne son premier prix Belle Moskowitz à Ann Lewis.
Elizabeth Israels Perry, professeure d'histoire politique à l'université de Saint-Louis et petite-fille de Belle Moskowitz, lui consacre en 1987 une biographie intitulée Belle Moskowitz: Feminine Politics and the Exercise of Power in the Age of Alfred E. Smith.